# Ford Model B
Ford a produs trei mașini între 1932 și 1934: modelul B, modelul 18 și modelul 46. Acestea au succedat modelului A. Modelul B avea un motor cu patru cilindri actualizat și a fost disponibil din 1932 până în 1934. V8 a fost disponibil în Modelul 18 în 1932, iar în modelul 46 în 1933 și 1934. 18 a fost primul Ford echipat cu motor V-8 cu supapă laterală (flathead). Compania a înlocuit, de asemenea, camionul Model AA cu Modelul BB, disponibil fie cu motorul cu patru sau opt cilindri.

## Istoric
În loc să actualizeze doar Modelul A, Ford a lansat un vehicul complet nou pentru 1932. V8 a fost comercializat ca Model 18 în anul inițial, dar a fost cunoscut în mod obișnuit ca Ford V-8. Avea noul motor V8 cu cap plat. Modelul 18 a fost prima mașină ieftină, comercializată în masă, care a avut un motor V8, o etapă importantă în industria auto americană. V8 de 221 cu (3,6 l) a fost evaluat la 65 CP (48 kW), dar puterea a crescut semnificativ odată cu îmbunătățirea carburatorului și a aprinderii în anii următori. V8 a fost mai popular decât patru cilindri, care era în esență o variantă a motorului Model A cu îmbunătățiri la echilibrare și lubrifiere.
Modelul B a fost derivat cu cât mai puține modificări tehnice posibil pentru a menține costul scăzut. În afară de motor, și badging-ul pe bara de susținere a farurilor (mai târziu: grilă) și capacele butucului, acesta era practic indistinct de V-8. Intenția sa a fost să fie un lider de preț și, deoarece oferea mai mult decât popularul model A, aceasta ar fi trebuit să fie o formulă câștigătoare. De fapt, noul și doar puțin mai scump V-8 a furat spectacolul și, în cele din urmă, l-a învechit. Motorul V8 era anterior exclusiv produselor Lincoln, care în 1932 au trecut doar la motoarele V12.
Când Ford a introdus Modelul A la sfârșitul anului 1927, au existat mai mulți concurenți care au oferit și mașini cu patru cilindri, printre care Chevrolet, Dodge, Durant și Willys. Acest lucru s-a schimbat în câțiva ani, lăsând în curând noul Plymouth singura marcă majoră din clasa de preț a Ford, cu patru.
Fordul din 1934 (Modelul 40B) nu a fost la fel de substanțial ca o schimbare de an de model ca în anii doi anteriori. Modificările vizibile au inclus o grilă mai plată, cu un înveliș mai larg și mai puține bare, jaluzele drepte ale capotei, două mânere pe fiecare parte a capotei, faruri mai mici și lămpi de capotă și un logo refăcut. Insertul metalic gol a fost înlocuit cu oțel vopsit. Vehiculul a fost produs și de GAZ sub denumirea de GAZ-M1. Șasiul GAZ-M1 a fost utilizat și pentru vehiculele GAZ-M2, GAZ-61, GAZ-M415 și GAZ-64.